# Live News
『Live News』（ライブニュース）は、キー局・フジテレビをはじめFNN系列各テレビ局にて、2019年（平成31年）4月1日から統一ブランドとして放送されているニュース番組の総称である。本項では、フジテレビ系列の20時台に設けられている番組終盤6分間のローカルセールス枠についても記述する。

## 概要
2018年4月より、フジテレビならびにFNNでは34年ぶりの統一ブランドとしてBSフジで使用していた『プライムニュース』を展開してきた。
2019年4月の新元号（令和）が発表されるタイミングに合わせて地上波版の統一ブランドを刷新。「私が知りたい今がある。」をコンセプトに、視聴者目線で、時事問題から身近なニュースまでを「Live＝生き生きと」、時には「Live＝生々しく」、親しみやすさや手触り感のあるニュースを幅広く扱うという意味合いが込められている。
ブランドカラーは   マゼンタを使用し、スタジオセットは各番組で共用している。番組ロゴやテロップ類のデザインも共通させるなど意匠を各番組で統一し、テーマ曲に関しても小島裕規作曲で共通の旋律を持つ曲を各番組でアレンジを加えて使用する（イントロ部分は各番組で全く違うが、それ以降は似たような音楽になっている）など、当初こそ『プライムニュース』シリーズの流れを汲んでいたが、現在では『it!』→『イット!』及び『α』でテーマ曲や番組ロゴ、テロップデザインが変更されている（後述）。
なお、BSフジ・BSフジ4Kでは引き続き『プライムニュース』のタイトルを使用する。『プライムニュース』の番組群に入っていた日曜朝の『報道プライムサンデー』の後継番組『日曜報道 THE PRIME』は、この統一ブランドから外れたが、日曜早朝の『FNNニュース』同様、スタジオを共用している。
また、FNNは産経新聞社・ニッポン放送（フジ・メディア・ホールディングス傘下）・文化放送などのフジサンケイグループの報道媒体各機関と連携し、「FNN.jpプライムオンライン」を展開、LF・QR向けの定時ニュース番組にもCX・産経新聞社配信提供のニュースを放送している場合がある。

## 『Live News』を構成する番組群

### 昼
- FNN Live News days - 平日版は2019年4月2日[注 3]から毎週月 - 金曜日 11:30 - 11:50（2022年4月1日までは11:30 - 11:55[注 4]、同年4月4日から2023年3月31日までは11:30 - 11:45[注 5]）、週末版は同年4月6日から毎週土・日曜日 11:50 - 12:00に放送。『FNNプライムニュース デイズ』を改題リニューアルさせた後継番組。
  - テレビ朝日系列とのクロスネット局であるテレビ宮崎を除く。局名の入ったタイトルに差し替えたり、放送時間が異なる地域もある。またJSTVを通じて欧州でも同日時差放送を行っている。

### 夕方
- Live News イット! - 平日版は2019年4月1日から毎週月 - 金曜日 15:45 - 19:00、週末版は同年4月6日から毎週土・日曜日17:30 - 18:00に放送。『プライムニュース イブニング』の後継番組。2020年9月27日までは『Live News it!』のタイトルで、平日版は16:50 - 19:00に放送。
  - FNN全28局でネットしているが、地域によりタイトルや放送時間は異なる。月 - 金曜日の第3部の17:48 - 18:09（2020年9月25日までは第2部の17:53 - 18:14）はFNN枠（ネットワークセールス枠）。またJSTVを通じて欧州でもFNN枠（ネットワークセールス枠）を同日時差放送を行っている。
  - 『Live News』では唯一、『プライムニュース』時代からタイトルが変更されている（「イブニング」＝「夕方」→「it!」「イット!」＝「それ!」）。
  - 2020年4月27日から平日版のみフジテレビ（関東地区）の番組表でのタイトルが『イット!』に変更されている[注 6]。
  - 2020年3月30日からテーマ曲を変更し、同年9月28日から『イット!』へのタイトル変更とともに番組ロゴ及びテロップデザインも『Live News』共通デザインではないものに変更され、番組ロゴに関しては『news イット!』表記で『イット!』を大きく強調したデザインのものとなった。

### スポットニュース
- Live News＆天気 - 2025年1月28日 22:54 - 23:00に放送された[6][注 7]。『FNN Live News α』の前座番組として位置付けられている。平日22時台に放送されているミニ番組のうち、月・火曜日分の番組の放送が差し止められた事による代替番組として急遽放送が決定した[注 8]。フジテレビで夜時間帯のスポットニュースが放送されるのは『THE NEWSα Pick・あすの天気』の放送が終了した2018年3月31日以来、約6年10ヶ月振りの事となる[注 9]。

### 平日深夜最終版
- FNN Live News α - 2019年4月2日[注 10]から、通常編成時には毎週月 - 木曜日 23:40 - 翌0:25、土曜日 0:10 - 0:55（金曜日深夜）に放送。『FNNプライムニュース α』を改題リニューアルさせた後継番組。
  - 日本テレビ系列とのクロスネット局であるテレビ大分・テレビ宮崎を除く。
  - 2021年10月4日からテーマ曲を変更し、2023年3月27日から番組ロゴ及びテロップデザインも『Live News』共通デザインではないものに変更された。

### 系列局
スポットニュース
- OTV Live News - 『OTVプライムニュースNEXT』から改題。
  - フジテレビ系列で通常時20時開始の各番組の終盤6分（ローカルセールス枠）の差し替え番組として、沖縄テレビでは一部曜日のみ「Live News」の冠を付けた上記のスポットニュース『OTV Live News』を放送。その他の地域でも、スポットニュースを同時間帯に放送する系列局はほかにもあるが、「Live News」の括りには（番組名そのものからして）入らないものである。20時開始の各番組の終盤6分（ローカルセールス枠）の詳細は後述。

## フジテレビのゴールデン・プライムタイム帯の番組のフルネット・飛び降りについて
- フジテレビは、2018年3月31日に『THE NEWSα Pick』の放送終了を機にそれまで50年間、『FNNニュース・明日の天気』から続いてきたフジテレビ系列の21時前のスポットニュースを廃枠した事で、同局他一部系列局でフジテレビの月曜 - 木曜・土曜の20時台の番組と金曜の『金曜プレミアム』（20:00 - 21:49）の終了時間がそれぞれ6分拡大された[注 11][注 12]。但し、同時間帯は前述の通り、あくまでローカルセールス枠であるため、同枠をネットしない系列局は、20時台の番組を従来通りスポットニュース廃枠前の20:54に飛び降り、各局別の自主編成（大半が自社制作のスポットニュース）を放送する。
- またこの改編後、本枠でスポーツ中継放送時にローカルセールス枠の設定を、通常時の終盤6分から冒頭6分に変更（『土曜プレミアム』やスポーツ中継〈特に土・日曜〉、関西テレビ制作の『R-1ぐらんぷり』など）することがあったり、特番によっては、ローカルセールス枠が設定無しとなる場合（『FNS歌謡祭』シリーズ（20XX、夏）、『Cygames THE MANZAI プレマスターズ』、『FNSの日』、『FNSラフ&ミュージック〜歌と笑いの祭典〜』第1夜・第2夜、年末年始の特別編成など）など前後の番組の内容などによってはイレギュラーな編成となる日もある。
- 関西テレビでは通常時は△（末尾6分を除く同時ネット）ではあるが、不定期に放送される『さんまのまんま』のスペシャルなど、同局が制作に関与する特別番組（フジテレビ主導の共同制作を含む）を放送する日に限り、同局のスポットニュース番組『報道ランナープラス』を休止の上、臨時にフルネットでの放送となる。
- 放送エリア内にプロ野球チームがある北海道文化放送（北海道日本ハムファイターズ）・仙台放送（東北楽天ゴールデンイーグルス）・東海テレビ（中日ドラゴンズ）・関西テレビ（阪神タイガース）・テレビ新広島（広島東洋カープ）・テレビ西日本（福岡ソフトバンクホークス）では、プロ野球シーズン中はプロ野球中継に差し替える場合がある。この場合は後日週末の午後に振替となるが、その場合フルネットまたは末尾6分を除く同時ネットのいずれかになるかは、各局により異なる。その他、自社制作による特別番組を放送する場合も前述の通りに該当する。

### 系列局での放送状況
- 表内の「ネット状況」とは、全曜日20時台の番組の終盤6分のパートをネットしている状況を示す。
- 20時台の番組末尾6分間は、ローカルセールス枠のため、フジテレビ以外の通常時フルネットの局でも編成の都合により臨時に末尾6分を除く同時ネットに変更する場合がある一方、通常時末尾6分を除く同時ネット局でも臨時にフルネットで放送する場合がある。また、『潜在能力テスト』(2023年9月まで)→『突然ですが占ってもいいですか?』(2023年10月から)、『今夜はナゾトレ』・『坂上どうぶつ王国』のスペシャル放送時は、番組終盤6分に加え、番組全編がローカルセールス枠であるため、フジテレビ以外で通常時同3番組を同時ネットしている局でも編成の都合により臨時非ネットもしくは遅れネット（フジテレビと同時刻放送となったとしても）での放送に変更する場合がある一方、通常時非ネットとする局でも臨時に末尾6分を除く同時ネットまたはフルネットで放送する場合がある他、当番組がローカルセールス枠とネットワークセールス枠を跨ぐ19:00からの3時間スペシャル（または19:00開始の4時間スペシャル）放送時は飛び降り時刻を臨時に変更すると同時に、通常時時差ネットまたは非ネット局で19:57から飛び乗る局は時と場合によりフルネットまたは一部内容が放送されない20時からの2時間または3時間の短縮版をフジテレビからの裏送りによる同時ネットで放送することがある（飛び降り局も通常通り）。
- 通常時△、×の局では、前述の通り20時台の番組を従来通りスポットニュース廃枠前の20:54に飛び降り、各局別の自主編成（大半が自社制作のスポットニュース）を放送している。ただし、長時間特番時の中断ニュースや年末年始の特別編成時が放送される週には臨時に○に変更したり、逆にフジテレビ以外の通常時○の局でも臨時に△または×に変更し、各局別に自主編成を放送することがある。
- 19:00開始の2時間スペシャル以外の拡大版を行う場合、飛び降り時刻は臨時に変更される。
- 自社送り出しの再放送では、フルネットの体裁をとるか、20:54飛び降りの体裁をとるかが局および編成により随時異なる。
- ネット状況について
  - ○…原則全曜日フルネット
  - ✕...原則末尾6分をローカル番組に差し替え
  - △...不定期でフルネット、それ以外は末尾6分をローカル番組に差し替え

| 放送対象地域   | 放送局                    | 系列                                         | 番組名 （ニュース・天気予報番組のみ）                   | ネット状況 | 備考・脚注             |
| -------------- | ------------------------- | -------------------------------------------- | ------------------------------------------------------- | ---------- | ---------------------- |
| 関東広域圏     | フジテレビ（CX）          | フジテレビ系列                               | なし                                                    | ○          | 【キー局・番組制作局】 |
| 岩手県         | 岩手めんこいテレビ（mit） | フジテレビ系列                               | なし                                                    | ○          |                        |
| 秋田県         | 秋田テレビ（AKT）         | フジテレビ系列                               | なし                                                    | ○          |                        |
| 岡山県・香川県 | 岡山放送（OHK）           | フジテレビ系列                               | なし                                                    | ○          |                        |
| 佐賀県         | サガテレビ（STS）         | フジテレビ系列                               | なし                                                    | ○          |                        |
| 鹿児島県       | 鹿児島テレビ（KTS）       | フジテレビ系列                               | なし                                                    | ○          |                        |
| 大分県         | テレビ大分（TOS）         | 日本テレビ系列 フジテレビ系列                | なし                                                    | ○          |                        |
| 福岡県         | テレビ西日本（TNC）       | フジテレビ系列                               | ピタッと。TNC                                           | △          |                        |
| 北海道         | 北海道文化放送（uhb）     | フジテレビ系列                               | UHBニュース・みんなのてんき                             | ✕          |                        |
| 宮城県         | 仙台放送（OX）            | フジテレビ系列                               | 仙台放送ニュース                                        | ✕          |                        |
| 山形県         | さくらんぼテレビ（SAY）   | フジテレビ系列                               | プライムウェザー 山形市情報ウェーブ                     | ✕          |                        |
| 福島県         | 福島テレビ（FTV）         | フジテレビ系列                               | 福テレてんき                                            | ✕          |                        |
| 静岡県         | テレビ静岡（SUT）         | フジテレビ系列                               | テレビ静岡ニュース                                      | ✕          |                        |
| 石川県         | 石川テレビ（ITC）         | フジテレビ系列                               | 石川さん こんやのニュース                               | ✕          |                        |
| 福井県         | 福井テレビ（FTB）         | フジテレビ系列                               | 福井新聞ニュース                                        | ✕          |                        |
| 近畿広域圏     | 関西テレビ（KTV）         | フジテレビ系列                               | Newsランナープラス                                      | ✕          |                        |
| 島根県・鳥取県 | さんいん中央テレビ（TSK） | フジテレビ系列                               | なし                                                    | ✕          |                        |
| 広島県         | テレビ新広島（TSS）       | フジテレビ系列                               | TSSニュースナイト                                       | ✕          |                        |
| 愛媛県         | テレビ愛媛（EBC）         | フジテレビ系列                               | EBCニュース・あすの天気                                 | ✕          |                        |
| 高知県         | 高知さんさんテレビ（KSS） | フジテレビ系列                               | プライムニュース＆天気                                  | ✕          |                        |
| 長崎県         | テレビ長崎（KTN）         | フジテレビ系列                               | KTNニュース 天気予報                                    | ✕          |                        |
| 熊本県         | テレビ熊本（TKU）         | フジテレビ系列                               | TKUニュース                                             | ✕          |                        |
| 宮崎県         | テレビ宮崎（UMK）         | フジテレビ系列 日本テレビ系列 テレビ朝日系列 | UMK NEWS                                                | ✕          |                        |
| 新潟県         | NST新潟総合テレビ（NST）  | フジテレビ系列                               | NSTこんやのニュース                                     | ✕          |                        |
| 長野県         | 長野放送（NBS）           | フジテレビ系列                               | NBSニュース&天気                                        | ✕          |                        |
| 富山県         | 富山テレビ（BBT）         | フジテレビ系列                               | BBTニュース                                             | ✕          |                        |
| 中京広域圏     | 東海テレビ（THK）         | フジテレビ系列                               | FNN東海テレニュース 天気予報かドラゴンズTODAYか番組案内 | ✕          |                        |
| 沖縄県         | 沖縄テレビ（OTV）         | フジテレビ系列                               | OTV Live News                                           | ✕          |                        |

### 飛び降り点が設けられている番組
- 2025年4月時点。
- いずれの番組も終了6分前の20:54に飛び降り点が設けられている。
- 特番や、放送時間拡大（通常19時台・21時台の番組を含む）の場合は、その番組の終盤6分になることが多い。

| 曜日 | 番組名 |
| ---- | --- |
| 月曜 | 『呼び出し先生タナカ』 |
| 火曜 | 『カスペ!』（一部系列局を除く） |
| 水曜 | 『奇跡体験!アンビリバボー』 |
| 木曜 | 『街グルメをマジ探索!かまいまち』 |
| 金曜 | 『ウワサのお客さま』 （当番組の放送回数は少なく、1時間放送になることは少ない） |
| 土曜 | 『新しいカギ』 |
| 日曜 | 『千鳥の鬼レンチャン』 （『千鳥のクセスゴ!』と交互に隔週で2時間スペシャルによる編成で放送） ↓ 『千鳥の鬼レンチャン』の放送時間枠拡大（60分→114分）と『Mr.サンデー』の放送開始時間繰り上げにより再びネットワークセールス枠に転換されたため廃止。 |

## 美術スタッフ
- 美術プロデューサー：双川正文
- セットデザイナー：棈木陽次
- アートコーディネーター：大村光之（フジアール）
- 大道具：中島雅之（東宝舞台）
- アクリル装飾：國母淳一（ヤマモリ）
- 電飾：桑島亮太（テルミック）
- マルチ：斎藤淳之介（東京チューブ）

過去のスタッフ
- 美術プロデューサー：豊田亮介
- 大道具操作：村上公志（東宝舞台）
- 電飾：後藤佑介（テルミック）
- 装飾：西村怜子（ファイバーワーク）